# Lưỡng điểm hạc
Lưỡng điểm hạc hay phi điệp, giả hạc, giả hạc tím (danh pháp hai phần: Dendrobium anosmum) là một loài lan trong chi Lan hoàng thảo. Tên khác làn phi điệp tím
Cây phân bố từ Nam Á đến Đông Nam Á. Tại Việt Nam, cây có mặt ở các khu vực: Bắc Giang, Hà Nội, Hà Nam, Nghệ An, Lâm Đồng. Có giá trị khá cao trong thời gian từ 2018 - 2020. Đến nay, giá thành đã giảm rất nhiều do nghi vấn bị thổi giá bởi các nhà vườn và dân buôn lan.